# Verlierer (Film)
Verlierer ist ein deutsches Fernsehdrama aus dem Jahre 1987. Es spielt im Ruhrgebiet, wo es an verschiedenen Orten (Duisburg, Essen, Oberhausen, Bochum, Köln und Mülheim an der Ruhr) aufgenommen wurde. Der Film ist zu großen Teilen mit Laienschauspielern besetzt.

## Handlung
Richie ist Chef der „Getto Sharks“. Er, der bereits im Gefängnis war, und seine Leute sind orientierungslose und größtenteils arbeitslose junge Männer. In der Tristesse des grauen und dreckigen Ruhrgebiets der 1980er Jahre verbringen die Rowdys ihre Zeit mit Trinken, Herumhängen oder Vandalismus. Da es immer an Geld mangelt, beschafft man sich welches durch Schnorren und auch durch kriminelle Aktionen. Zudem befinden sich die „Sharks“ in Rivalität mit den „Rats“, einer vorwiegend türkischen Gang, die von Hasan angeführt wird. Diese tragen blaue Jeanskutten, die mit Aufnähern von Heavy-Metal-Bands wie Anvil, Warlock, Mercyful Fate und Ozzy Osbourne verziert sind. 
Der Film beginnt mit einem Zusammentreffen der beiden Gangs. Auf einem auseinandergefalteten Stadtplan grenzen die Anführer ihre Reviere ab und vereinbaren einen Waffenstillstand. In Richies Bande ist man geteilter Meinung; einige Mitglieder hoffen, dass der Waffenstillstand ohnehin bald zu Ende ist. Richies kleiner Bruder Jürgen, genannt Mücke, lebt noch bei den Eltern. Als er wieder einmal von seinem betrunkenen Vater brutal geschlagen worden ist, reißt er von zu Hause aus. Auf der Straße lernt er den jungen Türken Erdal kennen, als dieser gerade von einer ausländerfeindlichen Bande verfolgt wird. Beide fliehen gemeinsam und können entkommen. Später gelangt Mücke schließlich zu dem verlassenen Fabrikgebäude, das den „Sharks“ als Hangout dient. Er bittet seinen großen Bruder Richie darum, sich den „Sharks“ anschließen zu dürfen. Richie weist ihn ab. Er, der bereits im Gefängnis saß, will seinen kleinen Bruder Jürgen davor bewahren, denselben sozialen Abstieg wie er selbst zu erleben. Stattdessen verlangt er von Jürgen, ein bürgerliches Leben anzustreben mit einer soliden beruflichen Ausbildung.
Mücke hat sich mittlerweile mit Erdal angefreundet, im Imbissladen von Erdals Eltern bekommt Mücke eine Mahlzeit spendiert. In einer Spielhalle erfährt Mücke mehr beiläufig, dass Erdal ein Mitglied der „Rats“ ist, weshalb ihm Mücke enttäuscht die Freundschaft kündigt. Unterdessen beginnt der Kampf zwischen „Rats“ und „Sharks“ zu eskalieren, nachdem die „Rats“ das Quartier ihrer Konkurrenten angezündet haben. Die Führungsgruppe der „Sharks“ rückt nun im Hangout der „Rats“ an. Richies Leute werfen einige bei einer Schlägerei erbeutete Kutten der „Rats“ auf einen Haufen und übergießen sie mit Benzin. Mit einem Streichholz zündet Richie sie an und erklärt Hasan den Krieg, woraufhin eine Entscheidungsschlacht zwischen den Kontrahenten vereinbart wird. So erscheinen sämtliche Mitglieder beider Gangs, schwer bewaffnet mit Ketten und Eisenstangen, es kommt zu einer Massenschlägerei. Am Ende wird Richie von Hasan erstochen, der daraufhin flieht. Mücke findet seinen toten Bruder, nimmt ihm die Kutte ab und zieht sie selbst an. Kurz darauf trifft ein Großaufgebot der Polizei am Schauplatz ein.

## Hintergrund
Drehorte waren unter anderem die Zeche Zollverein, das Rhein-Ruhr Zentrum, die Zeche Carl oder die Essener und Bochumer Innenstadt, wie im Film zu erkennen ist.
Die deutsche Thrash-Metal-Band Violent Force hat einen Gastauftritt im Film; die Macher des Films sprachen die Altenessener Metaller an und wollten ursprünglich eine Heavy-Rock-Band, aber einer der Metaller entgegnete, für diese Szene müsse eine Band, die harte Musik spielt, engagiert werden, und gab ihnen die Demoaufnahme von Violent Force. Im Publikum sind in dieser Szene bekannte Mitglieder der Altenessener Metal-Szene, wie Mille Petrozza von Kreator und Grave Violator von Sodom, zu sehen.
Die im Originaldrehbuch vorgesehenen Nazi-Skinheads wurden beim Dreh durch Psychobillies ersetzt.
Für den Sänger Campino war der Film einer der ersten Schauspielauftritte, wobei sein Rollenname kein einziges Mal im Film erwähnt wurde. Er erscheint als Mitglied von Richies Clique.
Viele Filmcharaktere tragen die Spitznamen ihrer Schauspieler, durch die Besetzung mit Laienschauspielern erhält der Film besondere Authentizität und eine besondere Atmosphäre.

## Kritik
Der deutsche Filmdienst beschrieb das Werk als „Film über die Ziellosigkeit einer orientierungslosen Generation, über gesellschaftliche Außenseiter, die ihre Gefühle nur noch in Haß, Gewalt und Brutalität ausdrücken können.“
kino.de schrieb: „Beeindruckendes Drama, das das Lokalkolorith und die Null-Bock-Stimmung der 1980er Jahre tadellos einfängt. Für sein Regiedebüt holte sich Bernd Schadewald Lokalgrößen wie Ralf Richter und Toten Hosen-Sänger Campino vor die Kamera, die sehr authentisch ihre Figuren mit Leben füllen.“
Die Kritiker der Fernsehzeitschrift TV Spielfilm kamen zu dem Urteil: „Auch wenn das Geschehen nicht mehr ganz so authentisch wirken mag, der Film ist allein dank seiner Besetzung sehenswert.“

## Kultfilm
Verlierer genießt im Ruhrgebiet sowie in der Punk- und Metal-Szene einen gewissen Kultstatus. Ebenso wie in der Fangemeinde „KAD“ des Kultautos Opel Diplomat B, da sich im Film die rüde Straßengang Sharks in diesem Fahrzeugtyp fortbewegt, mit Campino als Fahrer.

## Zitate
- „Jede Grenzüberschreitung bedeutet Krieg. Packen wir einen von euch in unserem Revier, muss er abjacken.“ (Sharks-Anführer Richie während des Absteckens der städtischen Ganggebiete mit der konkurrierenden Straßengang Rats zu Beginn des Spielfilms. Der Begriff "abjacken" bedeutet, dass das betreffende Rats-Mitglied seine Jeanskutte der gegnerischen Gang Sharks aushändigen muss)
- „Kuck sie dir doch an, die Arschlöcher. Alles schön Grau in Grau, ein bisschen Braun dazwischen. Pfui, ich muss kotzen, wenn ich dran denk. Ich hasse alle, so wie sie uns hassen.“ (Sharks-Präsi Richie über die tristen Plattenbausiedlungen in seiner Heimatstadt und die dort lebende Gesellschaftsschicht)
- „Hinter jedem Fenster die gleiche Scheiße. Drei Zimmer, Einbauküche, Farbfernseher. Abends kommen sie nach Hause, sitzt die Alte da, so ne Fleppe. Dann Kartoffeln auf den Tisch, die Blagen plärren. Jeden Tag.“ (Sharks-Anführer Richie über die nächtlichen Hochhaussiedlungen)